# Salomon Coster
Salomon Coster (ca. 1622 - 1659) was een 17e-eeuwse uurwerkmaker uit Den Haag.

## Biografie
Salomon Coster maakte in opdracht van Christiaan Huygens het eerste uurwerk met het door deze geleerde eind 1656 bedachte principe van de slinger als gangregelaar. Vermoedelijk afkomstig uit Haarlem trad Coster in 1643 in het huwelijk met Jannetje Harmens Hartloop uit Delft. In zijn bloeiperiode had Coster zijn atelier in Den Haag. In eerste instantie huurde hij een huis aan de Stille Veerkade, waarna hij in 1657 een pand kocht aan de Wagenstraat. Coster kreeg van de Staten Generaal voor 21 jaar het exclusieve recht (privilege) om deze klokken te maken. Door zijn vroegtijdig overlijden in december 1659 (hij was toen waarschijnlijk slechts 37 jaar) heeft hij van dit voorrecht slechts kort gebruik kunnen maken.

## Leerlingen/klokkenmakers werkzaam bij Coster
- Pieter Visbach
- Christiaen Reijnaerts
- John Fromanteel
- Nicolas Hanet

## Productie en overgebleven klokken
Coster heeft ongeveer 30 klokken na de uitvinding van de slinger kunnen maken, waarvan momenteel (voor zover bekend) nog zeven exemplaren resteren.
- Museum van het Nederlandse Uurwerk te Zaandam
- Rijksmuseum Boerhaave te Leiden
- Science Museum te Londen
- Collectie Vehmeyer
- Drie klokken bevinden zich in privécollecties